# Дифракция электронов

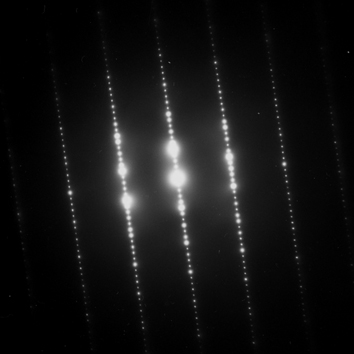
Типичная дифракционная картина электронов, полученная в просвечивающем электронном микроскопе от параллельного электронного пучка

Дифра́кция электро́нов — процесс рассеяния электронов на совокупности частиц вещества, при котором электрон проявляет волновые свойства. Данное явление объясняется корпускулярно-волновым дуализмом, в том смысле, что частица вещества (в данном случае взаимодействующий с веществом электрон) может быть описана, как волна.
При выполнении некоторых условий, пропуская пучок электронов через материал, можно зафиксировать дифракционную картину, соответствующую структуре материала. Поэтому процесс дифракции электронов получил широкое применение в аналитических исследованиях различных материалов. Методы изучения строения вещества, основанные на рассеянии ускоренных электронов на исследуемом образце иногда называют электронографией. Электронография схожа с рентгеноструктурным анализом и нейтронографией.

## История
Гипотеза де Бройля, сформулированная в 1924 году, предсказала, что частицы, также как и фотоны, должны иметь волновой характер. Формула де Бройля была подтверждена тремя годами позднее для электронов (которые имеют массу покоя) с наблюдением электронной дифракции в двух независимых экспериментах Томсона и Джозефа Дэвиссона, за которые они впоследствии получили Нобелевскую премию по физике.

## Области применения

### Дифракция медленных электронов
Дифракция медленных электронов сокращение — ДМЭ, ДЭНЭ иначе дифракция электронов низкой энергии (англ. low-energy electron diffraction сокращение — LEED) — метод исследования структуры поверхности твердых тел, основанный на анализе картин дифракции низкоэнергетических электронов с энергией 30—200 эВ, упруго рассеянных от исследуемой поверхности.

### Дифракция быстрых электронов
Дифракция быстрых электронов сокращение — ДБЭ (англ. reflection high-energy electron diffraction сокращение — RHEED) — метод исследования структуры поверхности твердых тел, основанный на анализе картин дифракции электронов с энергией 5—100 кэВ, упруго рассеянных от исследуемой поверхности под скользящими углами.

### Опыт Бибермана, Сушкина, Фабриканта с дифракцией одиночных электронов
В 1949 году Л. Биберман, Н. Сушкин и В. Фабрикант экспериментально подтвердили, что волновые свойства присущи не только потоку электронов, но и каждому электрону в отдельности. Эксперимент показал, что даже в случае слабого электронного пучка, когда каждый электрон проходит через прибор независимо от других, возникающая при длительной экспозиции дифракционная картина не отличается от дифракционных картин, получаемых при короткой экспозиции для потоков электронов, в миллионы раз более интенсивных.

### Дифракция электронов в просвечивающем электронном микроскопе
Дифракцию электронов на твердом теле обычно используют в просвечивающем электронном микроскопе, где электроны проходят через тонкую плёнку или частичку изучаемого образца. Получаемая дифракционная картина наблюдается на люминесцентном экране и записывается либо на фотоплёнку, либо на CCD-камеру.

### Дифракция отражённых электронов
Как правило наблюдается в растровом электронном микроскопе, оснащённом специально приставкой, однако также может наблюдаться в просвечивающем электронном микроскопе.

### Газовая электронография
Газовая электронография — метод изучения строения молекул. При электронографическом исследовании коллимированный поток электронов направляется вдоль сравнительно длинной вакуумированной трубы, в которую сбоку впрыскивается исследуемое вещество (газообразное или превращающееся в газ в момент впрыскивания).
Каждая молекула вещества выступает как набор дифракционных решеток с периодами, равными всевозможным расстояниям между атомами молекулы. Дифрагируя, электроны отклоняются от первоначального направления, после чего центральная часть рассеянного веществом потока регистрируется в торце трубы фотопластинкой (после проявления на ней видны концентрические окружности) или другим детектором, а электроны, отклонившиеся достаточно сильно, поглощаются стенками трубы и не регистрируются. Численный анализ дифракционной картины позволяет вычислить расстояния между атомами молекулы, а знание структуры молекулы позволяет соотнести вычисленные расстояния с теми или иными па́рами атомов.
С помощью газовой электронографии рассчитывают пространственную форму молекул, свободных от влияния соседних молекул (в веществе, находящемся в жидком или твёрдом агрегатных состояниях, такое взаимовлияние неизбежно и искажает пространственную структуру). Сопоставление результатов электроннографического исследования паров вещества с результатами рентгенографического исследования кристаллов того же вещества демонстрирует влияние на молекулу соседних молекул.